# Unió Soviètica al Festival de la Cançó d'Eurovisió
La Unió Soviètica va fer diversos intents de participar al Festival de la Cançó d'Eurovisió a finals de la dècada del 1980.

## Història
El 2009, Eduard Fomin, un antic empleat del Ministeri d'Educació de la República Socialista Federativa Soviètica Russa, va revelar que el 1987 George Vaselov, el ministre d'Educació de la Unió Soviètica, va presentar la idea de la participació soviètica al Festival de la Cançó d'Eurovisió, a causa del nombre de reformes polítiques fetes pel president de la Unió Soviètica Mikhaïl Gorbatxov a finals dels anys vuitanta. La idea era totalment política, amb la idea que una victòria en la lluita per la Unió Soviètica tindria un impacte en les relacions entre la Unió Soviètica i els països capitalistes d'Occident.
Valery Leontiev va ser suggerit com a cantant per a la primera participació de la Unió Soviètica al concurs, però les idees de Veselov no van ser compartides pel Partit Comunista de la Unió Soviètica, ni pel mateix Gorbatxov, ja que creien que la mesura era massa radical, i per aquesta raó la Unió Soviètica mai va participar en el concurs abans de dissoldre's.
El 1987, la competició es va emetre al primer programa de la Televisió Central, però no en directe i sense votació.
El 1989, Eurovisió es va emetre en directe per televisió per primera vegada (sense votació). La funció de comentarista la feia un traductor, que transmetia el que deien els presentadors del concurs.
El 1990 i el 1991, Eurovisió es va emetre per televisió sencera (incloses les votacions), i els corresponsals soviètics van proporcionar comentaris des de les seus de la competició, Zagreb i Roma.

## Participacions
Llegenda
| Any  | Seu         | Artista         | Cançó           | Final   | Punts   | Semifinal | Punts   |
| ---- | ----------- | --------------- | --------------- | ------- | ------- | --------- | ------- |
| 1987 | Brussel·les | Valeri Leóntiev | «Belaya Vorona» | Retirat | Retirat | Retirat   | Retirat |

## Després de la dissolució de l'URSS
- Després del col·lapse de l'URSS, deu antigues repúbliques (Azerbaidjan, Belarús, Armènia, Geòrgia, Estònia, Letònia, Lituània, Moldàvia, Rússia i Ucraïna) van participar en la competició de manera independent.
- Cinc països van poder guanyar el concurs i acollir el Festival de la Cançó d'Eurovisió: Estònia (2001), Letònia (2002), Ucraïna (primera victòria el 2004), Rússia (2008), Azerbaidjan (2011).
- Ucraïna es va convertir en el primer país postsoviètic que va guanyar el concurs tres vegades (2004, 2016 i 2022) i l'únic que l'ha guanyat més d'una vegada.